# San Francisco Naval Shipyard
San Francisco Naval Shipyard, aussi appelé Hunters Point Drydocks, est un chantier naval de l'United States Navy, situé au sud-est de San Francisco, dans la baie de San Francisco, aux États-Unis. Il a été actif de 1941 à 1974.

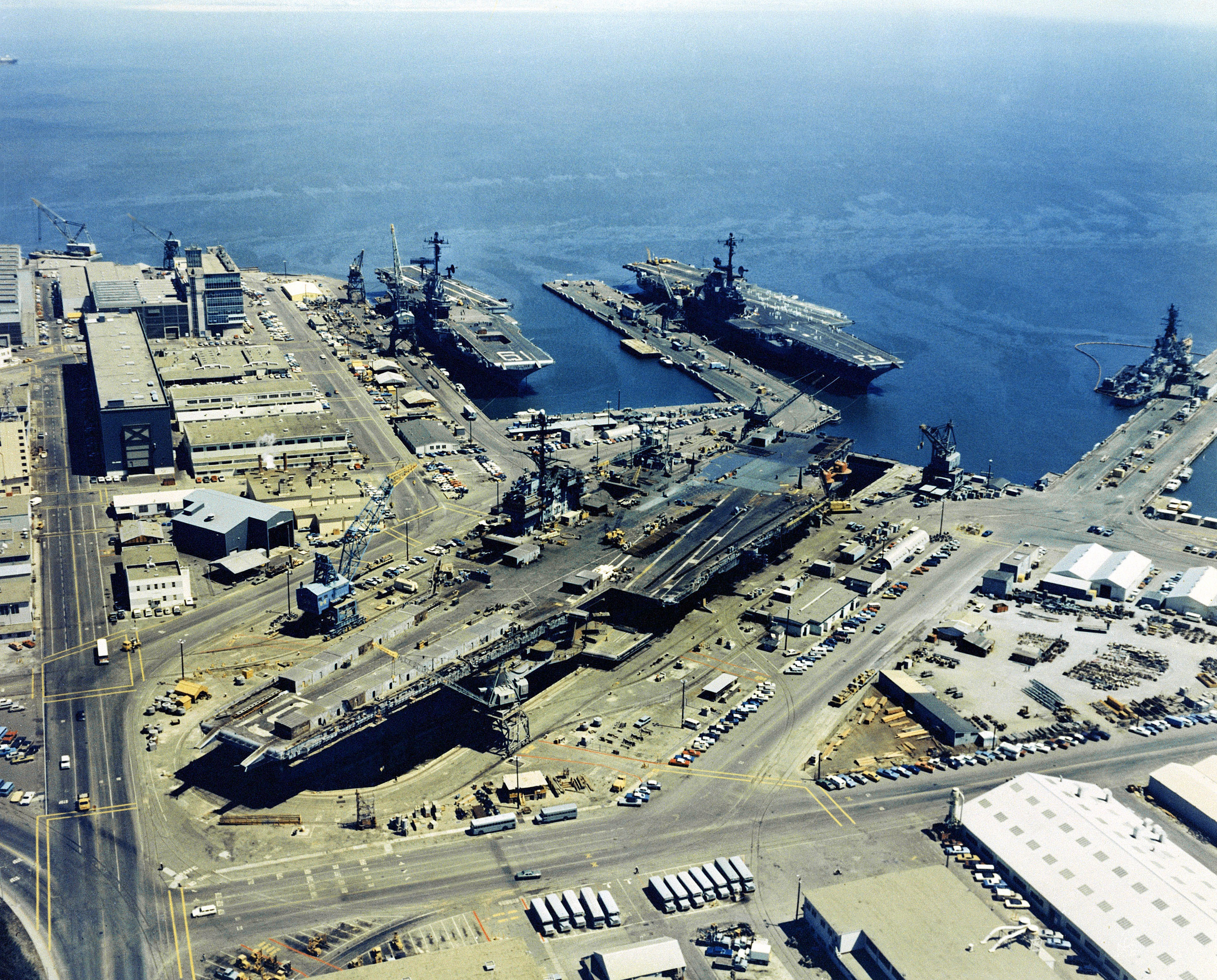
Le USS Ranger (CV-61) en cale sèche, le USS Coral Sea (CV-43), et le USS Hancock (CVA-19) à quai dans le chantier naval en 1971.